# Elatostema cuneiforme
Elatostema cuneiforme är en nässelväxtart som beskrevs av Wen Tsai Wang. Elatostema cuneiforme ingår i släktet Elatostema och familjen nässelväxter. Utöver nominatformen finns också underarten E. c. gracilipes.